# Giovanni Paolo Schulthesius
Giovanni Paolo Schulthesius (Fechheim, 14 settembre 1748 – Livorno, 18 aprile 1816) è stato un religioso, compositore e pianista tedesco, che ha vissuto gran parte della sua vita in Italia.

## Biografia
Si laureò a venticinque anni in teologia all'università di Erlangen.
Nel 1773 si trasferì a Livorno, dove divenne pastore luterano della comunità riformata della città, nota come Congregazione Olandese Alemanna.
La sua venuta segnò un significativo punto di svolta nello sviluppo della tolleranza religiosa del periodo dell'Illuminismo. Infatti, nel 1761, dopo aver vinto le resistenze del mondo cattolico, i protestanti livornesi avevano realizzato una cappella in cui potevano esercitare il proprio culto; tuttavia, alcuni contrasti sorti in seno alla comunità impedirono, probabilmente, di mantenere un religioso in pianta stabile fino alla venuta di Schulthesius, che è solitamente ritenuto il primo pastore della Congregazione Olandese-Alemanna, sebbene si abbia notizia dell'arrivo, in precedenza, del pastore Johann Friedrich Breyer.
Fu pastore della comunità livornese per circa quarant'anni, come il suo analogo Thomas Hall per la comunità anglicana di Livorno; sotto la sua guida si formarono importanti personalità dell'epoca, come il celebre pedagogista Enrico Mayer, mentre le sue orazioni funebri, tradotte dal tedesco, costituirono i primi scritti evangelici in Italia dall'età della Controriforma.
Schulthesius fu anche prolifico compositore e musicista. Nel 1782 suonò dinnanzi ai sovrani di Parma e di Toscana, mentre nel 1807 divenne segretario perpetuo di Belle Arti dell'Accademia Italiana di Scienze, Lettere e Arti.
In tale contesto pubblicò il saggio Sulla musica da chiesa ed intrattenne una fitta corrispondenza epistolare con Ugo Foscolo.
Alla sua morte fu sepolto nel Giardino degli Olandesi; con la realizzazione del Cimitero della Congregazione Olandese Alemanna e il successivo smantellamento del vecchio giardino, i suoi resti furono traslati nell'ossario del nuovo cimitero.

## Opere
- Tre sonate, op. 1 (1780)
- Sonata a solo, op. 2 (1781)
- 4 Sonates, op. 2 (1785)
- 2 Quatuors, op. 3 (1785)
- 8 Variazioni facili, op. 4 (1787)
- Allegretto & 12 variations, op. 5 (1792)
- Allegretto & 12 variations, op. 6 (?)
- Andantino grazioso de Mr Pleyel varié, op. 6 (?)
- Andantino avec 8 variations, op. 8 (?)
- 7 variations, op. 9 (1797)
- 12 Nouvelles variations sur l'air de Marlborough, op. 11 (?)
- Riconciliazione fra due amici..., op. 12 (1803)
- Variazioni sentimentali sopra tema originale, op. 15 (1812)
- 10 Variations sur un thème original, op. 16 (1812)
- 9 Variazioni sopra tema originale e rondo, op. 17 (1814)
- Sonata caratteristica, op. 18 (1816)